# Wasserturm Wiener Neustadt

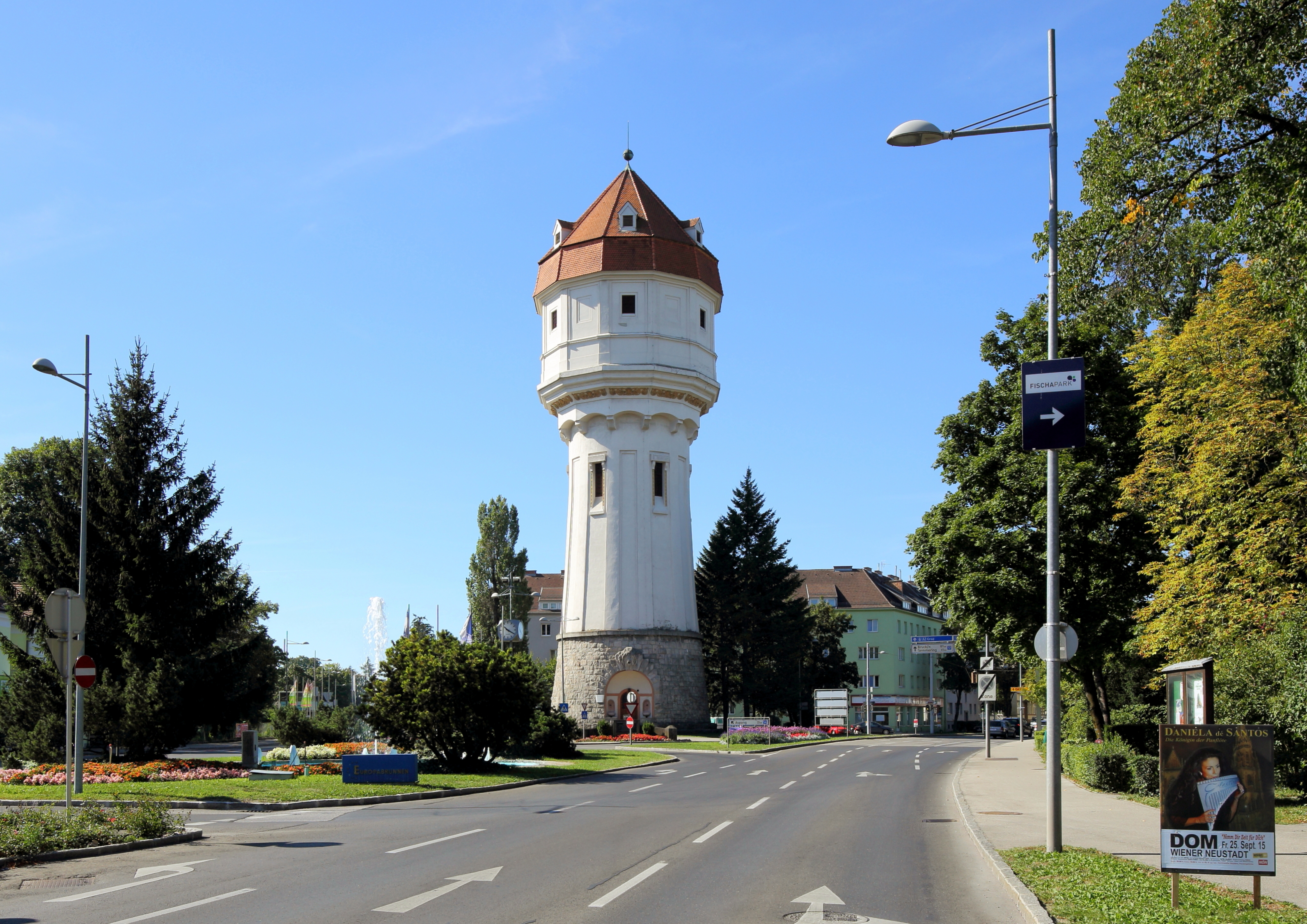
Wasserturm mit Europabrunnen

Der Wiener Neustädter Wasserturm steht in Wiener Neustadt auf dem Südtiroler Platz.
Der Wasserturm gilt als weithin sichtbares Wahrzeichen der Stadt, gilt weiters als ein bedeutendes Industriedenkmal und war ehemals Teil der Kaiser-Franz-Josephs-Wasserleitung.
In den Jahren 1902 bis 1903 entstand ein Ansuchen und die Genehmigung für eine städtische Tiefquellenwasserleitung, welche ab dem Jahre 1909 von der Firma C. Korte und Co. errichtet wurde. Im Auftrag dieser Firma wurde von 1909 bis 1910 vom Baumeister Anton Koblischek nach den Plänen der Architekten Siegfried Theiss und Hans Jaksch der notwendige Wasserturm errichtet. Am 13. Dezember 1910 wurde der Wasserturm in Betrieb genommen.
Der Turm verjüngt sich über einem runden Sockel nach oben. Der Turmschaft ist mit Lisenen gegliedert und teilweise gefenstert. Ein Konsolkranz trägt das polygonale Behältergehäuse, welches von einem steilen mansardartig geknickten Zeltdach abgedeckt wird.
Der Wasserturm wurde im Zweiten Weltkrieg teilweise zerstört und von 1950 bis 1951 wiederhergestellt, wobei die Fenster verändert wurden.
Der Wasserturm ist nach wie vor Teil der Wasserversorgung, dient allerdings nicht mehr als Speicherbehälter, sondern als Regelbehälter, von dem aus die Brunnenpumpen ein- und ausgeschaltet werden. Bei Stromausfall kann der Wasserturm aufgrund der Höhe des Reservoirs kurzzeitig die Versorgung sicherstellen.
1968 wurde der Springbrunnen beim Wasserturm Europabrunnen benannt, 2024 wurde dieser saniert.